# Peter Jacobson
Peter S. Jacobson (Chicago, Illinois, 24 de marzo de 1965) es un actor estadounidense, conocido por su papel de Dr. Chris Taub en la serie House M. D.

## Biografía
Se graduó en 1987 en la Universidad de Brown, y en la Juilliard School en 1991. 
Es hijo del premiado presentador de noticias de Chicago, Walter Jacobson.

## Actividad profesional
Ha interpretado el papel del abogado Randy Dworkin en la serie Law & Order. Apareció en el episodio Alguien Te Observa (01x18) de la serie Mentes Criminales como el mánager de Lila. También ha aparecido en la quinta temporada de la serie Scrubs como el Señor Foster. Interpretó al marido de la protagonista principal de The Starter Wife, miniserie estadounidense, en 2007. También interpretó un pequeño fragmento junto a Lisa Edelstein en la película Mejor... imposible, en la que se encontraban los dos sentados en la cafetería y se les identificaba como judíos.
Más recientemente ha aparecido en la serie de televisión House, como Chris Taub, cirujano plástico aspirante a formar parte del equipo de diagnóstico del doctor Gregory House. En octubre de 2007 se confirmó su presencia regular en la serie, y entró a formar parte del equipo permanente del Dr. House. 
También aparece en la película Transformers como el profesor de Sam Witwicky (Shia LaBeouf).

## Filmografía
| Año           | Película o serie de televisión                | Papel                                             | Notas |  |
| ------------- | --------------------------------------------- | ------------------------------------------------- | --- |  |
| 1993          | NYPD Blue (serie de televisión)               | Reportero #1                                      | 1 episodio («4B or Not 4B») |  |
| 1994          | It Could Happen to You                        | Reportero de televisión                           | |  |
| 1994          | Law & Order (serie de televisión - 1994-2006) | Dr. Karl Styne, Randolph J. 'Randy' Dworkin, Esq. | 4 episodios (Doble del doctor Karl Styne; «Chosen», «Bounty», «Thinking Makes It So» como Randolf J. 'Randy' Dworkin, Esq.)             |  |
| 1996          | Ed's Next Move                                | Dueño del Yalta Coffee                            | |  |
| 1997          | Private Parts                                 | Abogado                                           | |  |
| 1997          | Commandments                                  | Banquero                                          | |  |
| 1997          | Oz (serie de televisión)                      | Carlton Auerback                                  | 1 episodio («Capital P») |  |
| 1997          | Conspiracy Theory                             | Operador de vigilancia                            | |  |
| 1997          | Deconstructing Harry                          | Goldberg/ Personaje de Harry                      | |  |
| 1997          | Spin City (serie de televisión)               | Greg Mullins                                      | 1 episodio («Porn in the U.S.A.») |  |
| 1997          | Mejor... imposible                            | Hombre en la mesa                                 | Comparte mesa con Lisa Edelstein, quién sería su futura coestrella en House M.D                                                         |  |
| 1998          | A Price Above Rubies                          | Schnuel                                           | |  |
| 1998          | Great Expectations                            | Hombre al teléfono                                | |  |
| 1998          | Mixing Nia                                    |                                                   | |  |
| 1998          | A Civil Action                                | Neil Jacobs                                       | |  |
| 1999          | Hit and Runway                                | Elliot Springer                                   | |  |
| 1999          | Cradle Will Rock                              | Silvano - Tío                                     | |  |
| 2000          | Talk to Me (serie de televisión)              | Sandy                                             | |  |
| 2000          | Looking for an Echo                           | Marty Pearlstein                                  | |  |
| 2000          | Bull (serie de televisión- 2000-2001)         | Josh Kaplan                                       | 5 episodios («Blood», «Flopsweat and Tears», «One Night in Bangkok», «Appearance of Impropriety», «Love's Labors Lost», «White Knight») |  |
| 2001          | Life with David J                             |                                                   | |  |
| 2001          | Roomates                                      | Eric                                              | |  |
| 2001          | Will and Grace (serie de televisión)          | Paul Budnik                                       | 1 episodio («Mad Dogs and Average Men»)                                                                                                 |  |
| 2001          | 61*                                           | Artie Green                                       | |  |
| 2001          | Gideon's Crossing                             | Josh Steinman                                     | 1 episodio («The Way») |  |
| 2001          | Third Watch (serie de televisión)             | Detective Hall                                    | 1 episodio («Childhood Memories») |  |
| 2001          | Get Well Soon                                 | Nathan                                            | |  |
| 2002          | Pipe Dream                                    | Arnie Hufflitz                                    | |  |
| 2002          | Showtime                                      | Brad Slocum                                       | |  |
| 2002          | Path to War                                   | Adam Yarmolinsky                                  | |  |
| 2003          | A.U.S.A. (serie de televisión)                | Geoffrey Laurence                                 | |  |
| 2003          | Ed (serie de televisión)                      | Jeff Foster                                       | 1 episodio («Goodbye Stuckeyville») |  |
| 2004          | ER (serie de televisión)                      |                                                   | 1 episodio («The Student») |  |
| 2004          | Strip Search                                  | John Scanlon                                      | |  |
| 2004          | Method and Red (serie de televisión)          | Bill Blaford                                      | 1 episodio («Something About Brenda»)                                                                                                   |  |
| 2005          | Hope and Faith (serie de televisión)          | Aaron Melville                                    | 2 episodios («Wife Swap»: Partes 1 y 2)                                                                                                 |  |
| 2005          | Buenas noches, y buena suerte                 | Jimmy                                             | |  |
| 2005          | Domino                                        | Burke Beckett                                     | |  |
| 2005          | CSI: Miami (serie de televisión)              | George Hammett                                    | 1 episodio («Payback») |  |
| 2006          | Love Monkey (serie de televisión)             | Wapow! Guy                                        | 1 episodio («Confidence») |  |
| 2006          | Scrubs (serie de televisión)                  | Mr. Foster                                        | 1 episodio («My Big Bird») |  |
| 2006          | Failure to Launch                             | Hombre del embarcadero                            | |  |
| 2006          | The Passage                                   | Jacob Schultz                                     | |  |
| 2006          | Mentes criminales (serie de televisión)       | Michael Ryer                                      | 1 episodio («Somebody's Watching») |  |
| 2006          | In Justice (serie de televisión)              | Yarmulke Jake                                     | 5 episodios (Piloto, «Golden Boy», «Victims», «Side Man», «Crossing the Line»)                                                          |  |
| 2006          | The Lost Room (serie de televisión)           | Wally Jabrowski                                   | 3 episodios («The Eye and the Prime Object», «The Comb and the Box», «The Key and the Clock»)                                           |  |
| 2007          | The Memory Thief                              | Mr. Freeman                                       | |  |
| 2007          | Live Free Or Die Hard                         | Compañero criminal de Maggie Q.                   | No acreditado |  |
| 2007          | Purple Violets                                | Monroe, agente inmobiliario                       | No acreditado |  |
| 2007          | Boston Legal (serie de televisión)            | D.A. Randy Golden                                 | 1 episodio («Guantanamo by the Bay») |  |
| 2007          | Transformers                                  | Mr. Hosney                                        | Cameo |  |
| 2007          | The Starter Wife (miniserie)                  | Kenny Kagan                                       | 6 episodios («Hour 1», «Hour 2», «Hour 3», «Hour 4», «Hour 5» y «Hour 6»)                                                               |  |
| 2007-2012     | House M.D. (serie de televisión)              | Dr. Chris Taub                                    | Protagonista temporadas 4 - 8 |  |
| 2008          | What Just Happened                            | Cal                                               | |  |
| 2008          | The Midnight Meat Train                       | Otto                                              | |  |
| 2009          | Royal Pains (serie de televisión)             | Alan Righter                                      | 1 episodio («The Honeymoon's Over») |  |
| 2011          | The Good Wife                                 | Michael Kahane                                    | Temporada 3, capítulo 1 |  |
| 2011          | Cars 2                                        | Acer                                              | |  |
| 2013          | Ray Donovan                                   | Lee Drexler                                       | 10 episodios |  |
| 2016          | The Americans                                 | Agente Wolfe                                      | 2 episodios |  |
| 2016-2018     | Colony                                        | Allan Snyder                                      | 36 episodios |  |
| 2018-2019     | NCIS L.A                                      | John Rogers                                       | 10 episodios, Temporada 10 |  |
| 2019-presente | Fear the Walking Dead                         | Jacob kessner                                     | 12 episodios, Temporadas 5-7 |  |
| 2019          | Billions                                      | Shelby                                            | 1 episodio("juego infinito"), Temporada 4                                                                                               |  |
| 2019          | The Goldfinch                                 | Mr. Silver                                        | |  |
| 2024          | Fly Me to the Moon                            | Chuck Meadows                                     | |  |